# Bombylius fisheri
Bombylius fisheri är en tvåvingeart som beskrevs av Neal L. Evenhuis 1984. Bombylius fisheri ingår i släktet Bombylius och familjen svävflugor. Inga underarter finns listade i Catalogue of Life.